# Limba tok pisin
Limba tok pisin sau neo-melaneziana (în engleză, Melanesian Pidgin English) este o limbă creolă bazată pe lexicul limbii engleze. 

## Etimologie
Cuvântul tok pisin vine de la cuvântul tok, care semnifică „vorbă” (din englezescul talk) și din cuvântul pisin, care semnifică pidgin, el însuși provenind din cuvântul din engleză business. 

## Răspândire
Tok pisin este o limbă creolă care numără circa două milioane de locutori, dintre care aproape 500.000 de vorbitori nativi. Este apropiată de creola bichelamar din Vanuatu, precum și de pidgin-ul din insulele Salomon. 
Limba tok pisin este una dintre cele trei limbi oficiale folosite în Papua Noua Guinee, alături de engleză și de hiri motu.